# Дорога на Эльдорадо
«Дорога на Эльдорадо» (англ. The Road to El Dorado) — американский мультфильм 2000 года, созданный студией «DreamWorks Animation», для которой он стал третьим по счёту полнометражным проектом и вторым, выполненным в двухмерной анимации. Премьера состоялась 31 марта 2000 года.
Мультфильм создавался на протяжении 5 лет, в течение которых его сюжетная линия часто менялась.
Несмотря на то, что мультфильм получил довольно положительные отзывы от кинокритиков, его рекламная кампания была очень скромной, что привело к тому, что мультфильм провалился в прокате, а запланированная череда сиквелов из-за этого была отменена.

## Сюжет
Испания, 1519 год. Два удачливых испанских афериста Тулио и Мигель играют на деньги с помощью специально утяжелённых свинцом кубиков (как бы ты их ни бросал, всегда будет выпадать одно и то же количество очков). Во время очередной партии друзья выигрывают карту, ведущую к легендарному золотому городу Эльдорадо. Когда у Тулио из жилетки случайно выпадают те самые утяжеленные кубики, благодаря которым он и Мигель нечестно выигрывали, их разоблачают моряки, с которыми они играли, и жулики сбегают в бочках с огурцами, случайно угодив на корабль знаменитого конкистадора Эрнана Кортеса. Обнаружив их, Кортес решает отправить безбилетников на кубинскую сахарную плантацию в качестве рабов. Но они сбегают благодаря яблоку и Альтиво, коню Кортеса, забрав его с собой.
Проплыв по океану на угнанной шлюпке, они попадают на побережье Мезоамерики. Мигель обнаруживает, что местность сходится с их картой, но Тулио не верит ему. Тем не менее, пройдя сквозь джунгли, следуя карте, они находят легендарный город Эльдорадо, расположенный в долине, вход в которую скрыт за водопадом и огромной пещерой. Там их принимают за давно ожидаемых богов, и их просят продемонстрировать доказательство своей божественности. В этот самый момент активизируется вулкан, но героям снова везёт и вулкан сразу тухнет, стоило Тулио только повысить голос, что убеждает жителей Эльдорадо в их божественном происхождении. Местная девушка Чель их разоблачает, но обещает хранить этот секрет, если они заберут её с собой в Испанию. Друзья соглашаются.
Когда они играют в древнюю игру с мячом, придуманную богами (по мнению местных жителей), они никак не могут выиграть, потому что они не боги. Но все налаживается, когда их знакомая Чель бросает им броненосца (которого, кстати, зовут Бибо в честь одного из режиссёров мультфильма), который и помогает им выиграть. Когда верховный жрец Цекель-Кан, одержимый религиозными обычаями, предлагает им принести в жертву команду проигравших, Мигель в качестве бога прогоняет Цекель-Кана из города, но последний замечает у Мигеля на лбу кровь, и понимает, что Мигель и Тулио никакие не боги, потому что, как сказал сам жрец, у богов нет крови.
Позже Мигель случайно слышит конец разговора Тулио с Чель, где тот заявил, что Мигель ему не нужен, что про него можно забыть, и видит их поцелуй. В отношениях мнимых божеств наступает разлад, и Мигель решает остаться в Эльдорадо в качестве бога, а Тулио решается покинуть город с наполненным золотом кораблём и Чель. Тем временем изгнанный жрец, при помощи чёрной магии оживляет гигантскую статую бога-ягуара, получает контроль над ней и пытается убить аферистов, но последние загоняют Цекель-Кана и статую в водоворот, который жители города считали выходом в мир духов Шибальбу. Однако Цекель-Кан выживает и его находит Кортес, которого жрец принимает за настоящего Бога (предположительно, войны и смерти) из своих древних книг. Кортес, увидев золотые серьги жреца, приказал ему провести его в тайный город, иначе тот будет убит.
Во время проводов Тулио в джунглях появляется дым. Разведчик вождя Танни сообщает, что к городу идут чужеземцы, ведомые Цекель-Каном. Осознавая что защитники города не выстоят, Тулио решает обрушить колонны и свод в пещере, чтобы преградить путь конкистадорам. Сделать это можно, разогнав корабль при помощи большой волны и разбив его о колонны. Сообщив этот план вождю и Мигелю, Тулио ставит свой корабль возле башен, которые жители города начинают рушить, чтобы вызвать волну. В самый ответственный момент заклинивает парус, и корабль оказывается под угрозой. Мигель, оседлав Альтиво, скачет другу на помощь и совершает прыжок с коня, ухватившись за канат и открыв парус. Корабль благополучно минует башни и ловит волну от их падения. Как и было задумано, в пещере Тулио разворачивает корабль и на большой скорости врезается в колонны. Героев (Тулио, Мигеля, Чель и Альтиво) выбрасывает ударом с корабля за водопад, а проход в город полностью разрушается.
Спрятавшись за камни, они видят, что Кортес с армией и Цекель-Каном подходят к водопаду, но вместо прохода обнаруживают лишь каменную стену. Жрец осознаёт, что для него всё кончено и его уводят вслед за уходящими конкистадорами, но тут он замечает машущую ему Чель, и понимает, что это дело лже-богов. В итоге Тулио жалеет о потерянном золоте (правда лишь пару секунд, а от его слов Альтиво опускает копыта с золотыми подковами), мирится с Мигелем, и вся троица отправляется навстречу путешествиям (при этом Тулио и Мигель догоняют Чель, уехавшую вперёд на Альтиво).

## Роли озвучивали
- Кевин Клайн — Тулио
- Кеннет Брэна — Мигель
- Рози Перес — Чель
- Арманд Ассанте — Цекель-Кан
- Эдвард Джеймс Олмос — Вождь Таннабок
- Джим Каммингс — Эрнан Кортес
- Фрэнк Уэлкер — Альтиво
- Тобин Белл — Сарагоса
- Дункан Майорибэнкс — Прислужник Цекель-Кана
- Элайджа Чианг — Ребёнок#1
- Сайрус Шаки-Кхан — Ребёнок#2
- Элтон Джон — рассказчик

## Создание
Идея создания мультфильма возникла ещё в 1994 году, когда бывший председатель компании Disney Джеффри Катценберг встречался с сценаристами Тедом Эллиотом и Терри Россио и вручил им книгу «Завоевание: Монтесума, Кортес и падение старой Мексики» изъявив желание создать мультфильм, действие которого происходит в эпоху великих географических событий. К весне 1995 года Эллио и Россио прописали первую версию сценария, вдохновляясь роуд-муви с участием актёров Бинга Кросби и Боба Хоупа, которые исполняли роли комедийных антигероев с корыстными намерениями. Сценаристы заложили основную завязку сюжетной линии согласно которой два авантюриста отправятся на поиски Потерянного золотого города после приобретения таинственной карты. Изначально режиссёрами мультфильма должны были выступить Уилл Финн и Дэвид Сильверман, а выпуск ленты был запланирован на 1999 год. Ранняя версия истории была более драматичной из-за склонности Катценберга к созданию крупномасштабных анимационных фильмов, что противоречило изначально заложенным легкомысленным элементам фильма. В данной версии Мигель задумывался, как простой и неуклюжий герой, похожий на Санчо Пансу, который умер и затем ожил, в результате аборигены поверили в то, что он является божеством, а Мигель даже нашёл новую любовь в лице Чель, которая задумывалась гораздо более скромной. В трактовке Эллиота и Россио фильм должен был закончиться тем, что Мигель и Тулио спасли народ майя от испанского конкистадора Эрнана Кортеса и согласились прожить оставшеюся жизнь в джунглях на фоне трагического разрушения старой культуры майя.
Однако в процессе создания мультфильма «Принц Египта», Катценберг решил, что их следующий анимационный проект должен был стать отходом от его серьёзного, взрослого подхода, и пожелал, чтобы фильм стал приключенческой комедией, в результате проект был отложен на несколько лет. Мигель и Тулио были переписаны как мелкие мошенники, и обстановка фильма была изменена в сторону изображения «сочного рая». Фильм задумывался для подростковой и взрослой аудитории, поэтому в данной версии Чель носила более откровенную одежду, а также планировалось изобразить более откровенные романтические сцены с её участием, однако создатели заметили, что исключение младшей аудитории стало бы слишком рискованным и в результате романтику было решено смягчить. Финн и Сильверман покинули проект в 1998 году после споров о творческом направлении фильма и были заменены Доном Полом и Эриком «Бибо» Бержероном. Кроме того, сообщается, что Катценберг лично выступил сорежиссёром фильма, но его имя не было указано в титрах.
Особое внимание в развитии истории было уделено взаимоотношениям главных героев. Продюсер Бонн Рэдфорд отметил, что «отношения между приятелями [между дуэтом] — это самое сердце истории. Они нужны друг другу, потому что они оба довольно неумелые. Они противоположны друг другу; Тулио — интриган, а Мигель это мечтатель. Их дух товарищества является отличным поводом для приключений; вам в принципе не нужно знать, куда они идут или к чему стремятся, потому что веселье ждёт в пути». Специально для придания естественности диалогов Мигеля и Тулио, их озвучивающие актёры Кевин Клайн и Кеннет Бран записывали свои диалоги вместе в одной комнате, что довольно необычная практика для озвучивания анимационных фильмов, в результате актёры могли импровизировать во время записи диалогов, что добавляло дополнительную химию между персонажами.
Город Эльдорадо и его жители создавались под вдохновением цивилизации майя. В начале производства фильма Катценберг вместе с командой дизайнеров, аниматоров и производителей отправилась в Мексику для изучения древних городов майя — Тулум, Чичен-Ица и Ушмаль в надежде изобразить архитектуру в фильме в подлинном виде.

## Критика
На агрегаторе рецензий Rotten Tomatoes рейтинг одобрения составляет 48 % на основе 106 обзоров, со средней оценкой 5,5 баллов из 10. На Metacritic фильм получил 51 балл из 100 по мнению 29 критиков, а пользовательский рейтинг составил 7,3 балла из 10.
Филип Френч из The Guardian написал, что ему «не достаёт песен Элтона Джона и Тима Райса». Джош Джонс из PopMatters посчитал, что Тулио «более прагматичен», чем Мигель. Марджори Баумгартен из The Austin Chronicle дал мультфильму 3 звезды из 5 и отметил, что «песни Элтона Джона и Тима Райса тусклые и мгновенно забываются», но похвалил анимацию. Роджер Эберт подчеркнул, что «в стремлении студии [DreamWorks] конкурировать с Disney в представлении полнометражных мультфильмов — это достойная работа». Лиза Шварцбаум из Entertainment Weekly поставила картине оценку «C-» и написала, что главные герои «недостаточно забавны».

## Саундтрек
| №   | Название                                                  | Автор(ы)                             | Длительность |
| --- | --------------------------------------------------------- | ------------------------------------ | ------------ |
| 1.  | «El Dorado»                                               | Элтон Джон, Тим Райс                 | 4:22         |
| 2.  | «Someday Out Of The Blue (Theme From El Dorado)»          | Элтон Джон, Тим Райс, Патрик Леонард | 4:48         |
| 3.  | «Without Question»                                        | Элтон Джон, Тим Райс                 | 4:47         |
| 4.  | «Friends Never Say Goodbye» (исполняет «Backstreet Boys») | Элтон Джон, Тим Райс                 | 4:21         |
| 5.  | «The Trail We Blaze»                                      | Элтон Джон, Тим Райс                 | 3:54         |
| 6.  | «16th Century Man»                                        | Элтон Джон, Тим Райс                 | 3:40         |
| 7.  | «The Panic In Me»                                         | Элтон Джон, Тим Райс, Ханс Циммер    | 5:40         |
| 8.  | «It's Tough To Be A God» (дуэт с Рэнди Ньюман)            | Элтон Джон, Тим Райс                 | 3:50         |
| 9.  | «Trust Me»                                                | Элтон Джон, Тим Райс                 | 4:46         |
| 10. | «My Heart Dances»                                         | Элтон Джон, Тим Райс                 | 4:51         |
| 11. | «Queen Of Cities (El Dorado II)»                          | Элтон Джон, Тим Райс                 | 3:56         |
| 12. | «Cheldorado» (исполняют Ханс Циммер и Эйтор Перейра)      | Ханс Циммер                          | 4:26         |
| 13. | «The Brig» (исполняет Ханс Циммер с группой «Trilogy»)    | Ханс Циммер                          | 2:58         |
| 14. | «Wonders Of The New World» (исполняет Ханс Циммер)        | Джон Пауэлл                          | 5:56         |

| №   | Название         | Автор(ы)             | Длительность |
| --- | ---------------- | -------------------- | ------------ |
| 15. | «Perfect Love»   | Элтон Джон, Тим Райс | 4:09         |
| 16. | «Hey, Armadillo» | Элтон Джон, Тим Райс | 3:46         |

## Награды
| Премия                 | Номинация                                     | Результаты |
| ---------------------- | --------------------------------------------- | ---------- |
| Премия «Энни»          | Animated Theatrical Feature                   | Номинация  |
| Премия «Энни»          | Individual Achievement in Storyboarding       | Номинация  |
| Премия «Энни»          | Individual Achievement in Production Design   | Номинация  |
| Премия «Энни»          | Individual Achievement in Character Animation | Номинация  |
| Премия «Энни»          | Individual Achievement in Character Animation | Номинация  |
| Премия «Энни»          | Individual Achievement in Effects Animation   | Номинация  |
| Премия «Энни»          | Individual Achievement in Voice Acting        | Номинация  |
| Премия «Энни»          | Individual Achievement in Music               | Номинация  |
| Critics' Choice Awards | Best Composer                                 | Победа     |
| Saturn Awards          | Best Music                                    | Номинация  |